# Mandloňová mez
Mandloňová mez byla přírodní památka poblíž Strachotic v okrese Znojmo v nadmořské výšce 240–250 metrů. Důvodem ochrany je hojný výskyt kriticky ohroženého druhu mandloně nízké (Prunus tenella, resp. Amygdalus nana). Přírodní památka byla k 1. lednu 2014 zrušena a začleněna do sousední přírodní památky Ječmeniště.